# Зубр (спецподразделение)
Отдел специального назначения «Зубр» (до 1998 года отряд специального назначения «Зубр») — спецподразделение Управления Федеральной службы исполнения наказаний России по Псковской области.

## История
Отдел специального назначения «Зубр» УФСИН России по Псковской области был сформирован 13 ноября 1991 года для обеспечения безопасности в исправительных колониях. Название «Зубр» для отдела было выбрано после специального конкурса, в ходе которого руководство ФСИН предложило руководству отдела несколько вариантов наименований. Выбор варианта «Зубр» был основан не только на силе и мощи животного, но и на основании границы Псковской области с Белоруссией, близости Беловежской пущи и факта того, что один из старейших сотрудников ФСИН по Псковской области был уроженцем Белоруссии.
В 1998 году в связи с переходом уголовно-исполнительной системы из Министерства внутренних дел в Министерство юстиции отряд был переформирован в отдел, став офицерским подразделением — сотрудники, пройдя дополнительные курсы и получив дополнительное образование, получили офицерские звания. Среди первых военнослужащих отдела были участники войны в Афганистане, а позже туда стали приходить бойцы ОМОН.
В задачи отдела входят пресечение массовых беспорядков в местах лишения свободы, предотвращение побегов заключённых и освобождение захваченных в заложники лиц. Оперативники отдела «Зубр» проходят серьёзную подготовку: кандидаты на службу в отряде сдают нормативы в ОСН. Кандидат должен быть не только физически крепким, но и решительным, готовым к самопожертвованию: эти требования обусловлены природой преступников, которые дезорганизуют деятельность исправительного учреждения и готовы нанести увечья сотруднику. Бойцы регулярно оттачивают свои навыки, в том числе и на учениях по штурму зданий. 
Отряд участвовал в охране организаторов ГКЧП, заключённых в «Матросскую тишину» после провала путча. Также он воевал в обеих чеченских кампаниях: в 1995 году в ходе Первой чеченской войны сотрудники отдела дважды выезжали в Чечню, охраняя правительство Чечни, фильтрационный лагерь и комплекс правительственных зданий, а с 1999 по 2000 годы последовали ещё четыре командировки во время Второй чеченской войны. В 2000 году в боях за село Комсомольское погибли два бойца «Зубра» Алексей Ширяев и Владислав Бойгатов: каждый из них закрыл собой гранату, спасая жизни товарищей. Оба были посмертно представлены к государственным наградам. Ряд сотрудников также были награждены псковской региональной премией «Народное признание».
При отряде действует военно-патриотический клуб «Зубрёнок», учреждённый в рамках общеобластного центра дополнительного образования «Патриот». Клуб появился незадолго до того, как школе № 12 присвоили имя Героя России Алексея Ширяева. В 2015 году пять офицеров УФСИН России по Псковской области (среди них сотрудник отряда «Зубр» Михаил Шеремет и старший инженер группы «Ш» Евгений Андрианов) в составе хоккейной команды «Сталь» участвовали в чемпионате Псковской области по хоккею с шайбой.

## Известные военнослужащие
- Юрий Шарин — командир[3].
- Александр Карпов — заместитель начальника, сержант; служил в ОМОН с 1997 года, участник командировок в Чечню[4]
- Алексей Ширяев — инструктор, младший лейтенант внутренней службы, Герой Российской Федерации (посмертно)[7]
- Владислав Бойгатов — инструктор-снайпер[3], участник Второй чеченской войны, посмертно представлен к государственной награде[1]
- Борис Тарасов — бывший военнослужащий ГРУ, участник войны в Афганистане[4]
- Андрей Мусатов — руководитель военно-патриотического клуба «Зубрёнок»[4]
- Виталий Цанда — подполковник, начальник штурмового отделения, участник более 10 операций на Северном Кавказе (25 лет службы), участник боёв в Чечне, кавалер Ордена Мужества, обладатель крапового берета[8]